# Hayato Sakamoto
Hayato Sakamoto (坂本 勇人, Sakamoto Hayato, Itami, 14 de dezembro de 1988) é um jogador de beisebol japonês, que joga na posição de interbases (shortstop).

## Carreira
Sakamoto compôs o elenco da Seleção Japonesa de Beisebol nos Jogos Olímpicos de Verão de 2020 em Tóquio, onde conquistou a medalha de ouro após derrotar a equipe dos Estados Unidos na final da competição por 2–0.